# 勒瓦克山

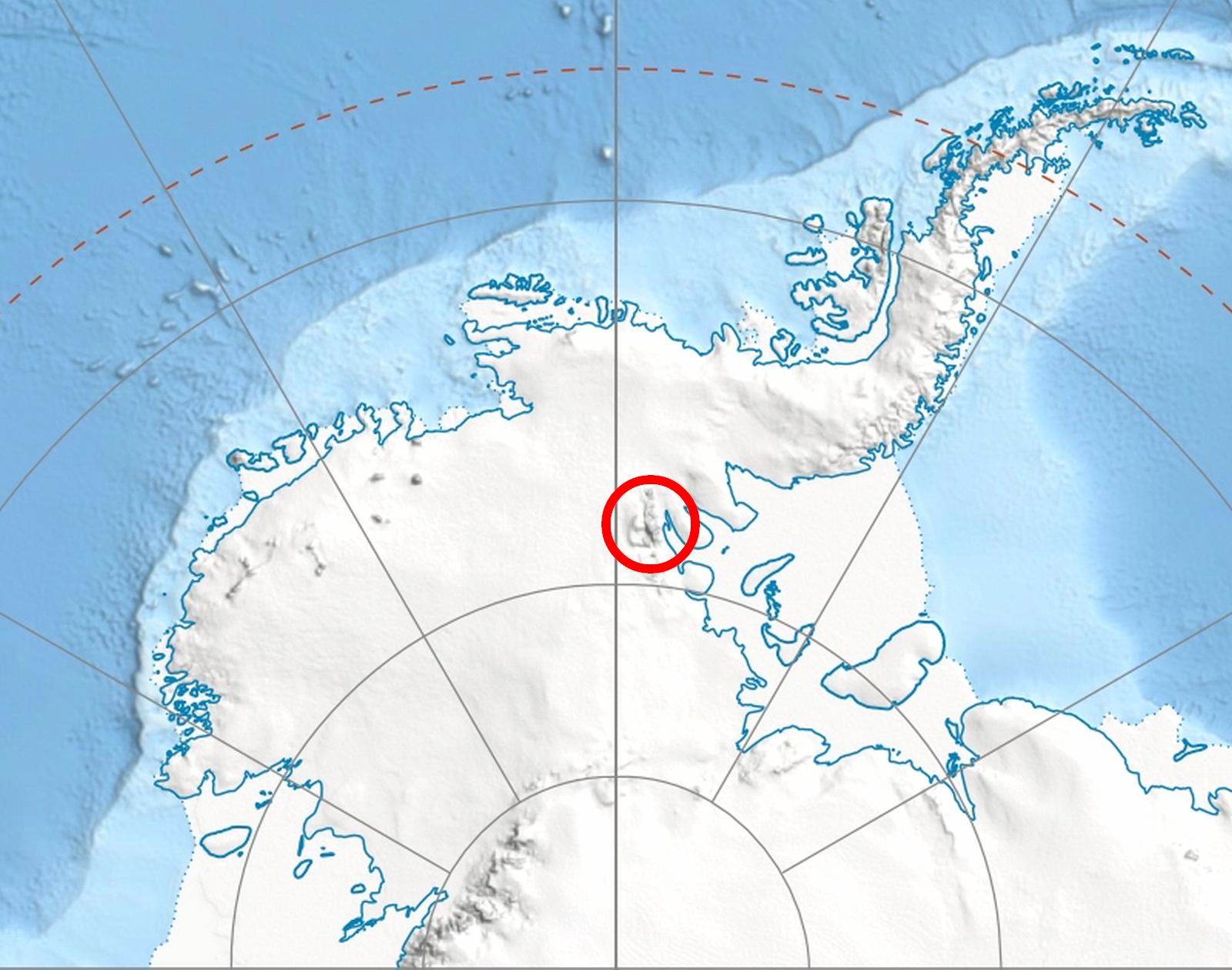

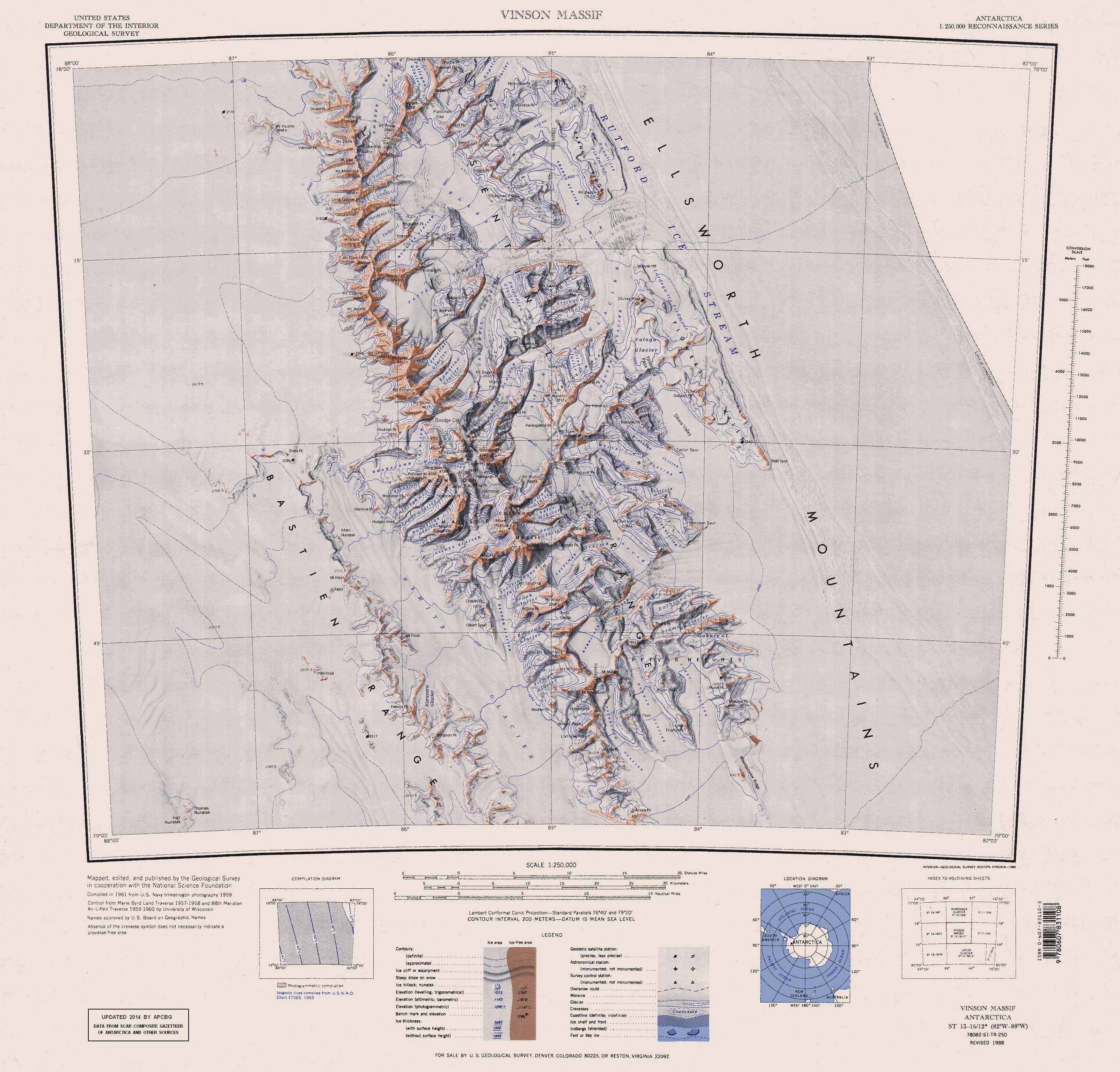

勒瓦克山（英語：Mount Levack），是南極洲的山峰，位於埃爾斯沃思地，處於奧斯滕索山以東21公里，海拔高度2,751米，美國地質調查局根據測量和美國海軍拍攝的空中照片繪入地圖，現時由南極條約體系管理。